# Parque Máximo Gómez

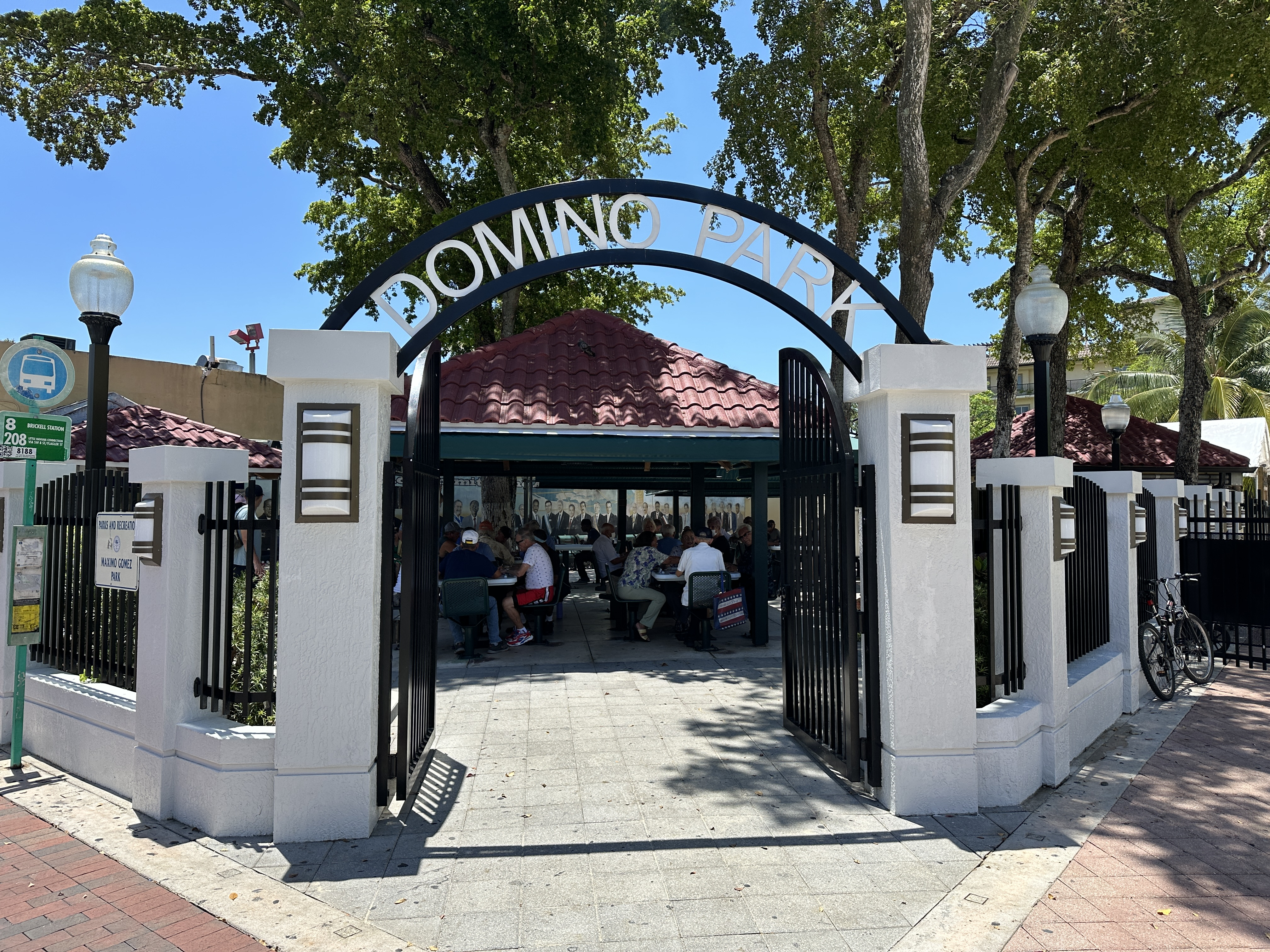
Parque Máximo Gómez.

El Parque Máximo Gómez es un pequeño parque situado en Little Havana, en la ciudad de Miami, cuya construcción está fechada en 1976. Se encuentra situado en el 801 South West 15th Avenue haciendo esquina con la 8th Street. También conocido como Domino Park (Parque Dominó), el nombre del parque se debe a Máximo Gómez Báez, uno de los generales de la Guerra de los Diez Años y el General en Jefe de las tropas revolucionarias cubanas en la Guerra del 95.
El lugar sirve como punto de encuentro para los inmigrantes cubanos y vecinos de la zona, quienes así disponen de un sitio en donde jugar al dominó, al ajedrez o a las damas, así como hablar sobre Cuba.
El parque también se ha convertido en un destino turístico, donde los turistas pueden interactuar con inmigrantes. Este pequeño espacio verde acoge no solo a jugadores de dominó, sino también tours gastronómicos, festivales de arte y otros eventos culturales.

## Reglas para visitantes
Existe un cartel en la entrada al parque que reza las siguientes normas tanto para miembros como para visitantes:
- No se permiten bebidas alcohólicas en el parque, Ni personas bajo los efectos del alcohol.
- Prohibido:

1. Estar sin camisa.
2. Tirar basuras al suelo.
3. Gritar.
4. Escupir en el suelo.
5. Palabras obscenas (malas palabras).
6. Estar en camisetas ni chancletas.
7. Armas blancas o de fuego.

Los violadores de estas reglas estarán sujetos a suspensión de 2 a 4 semanas.